# New-York-City-Halbmarathon

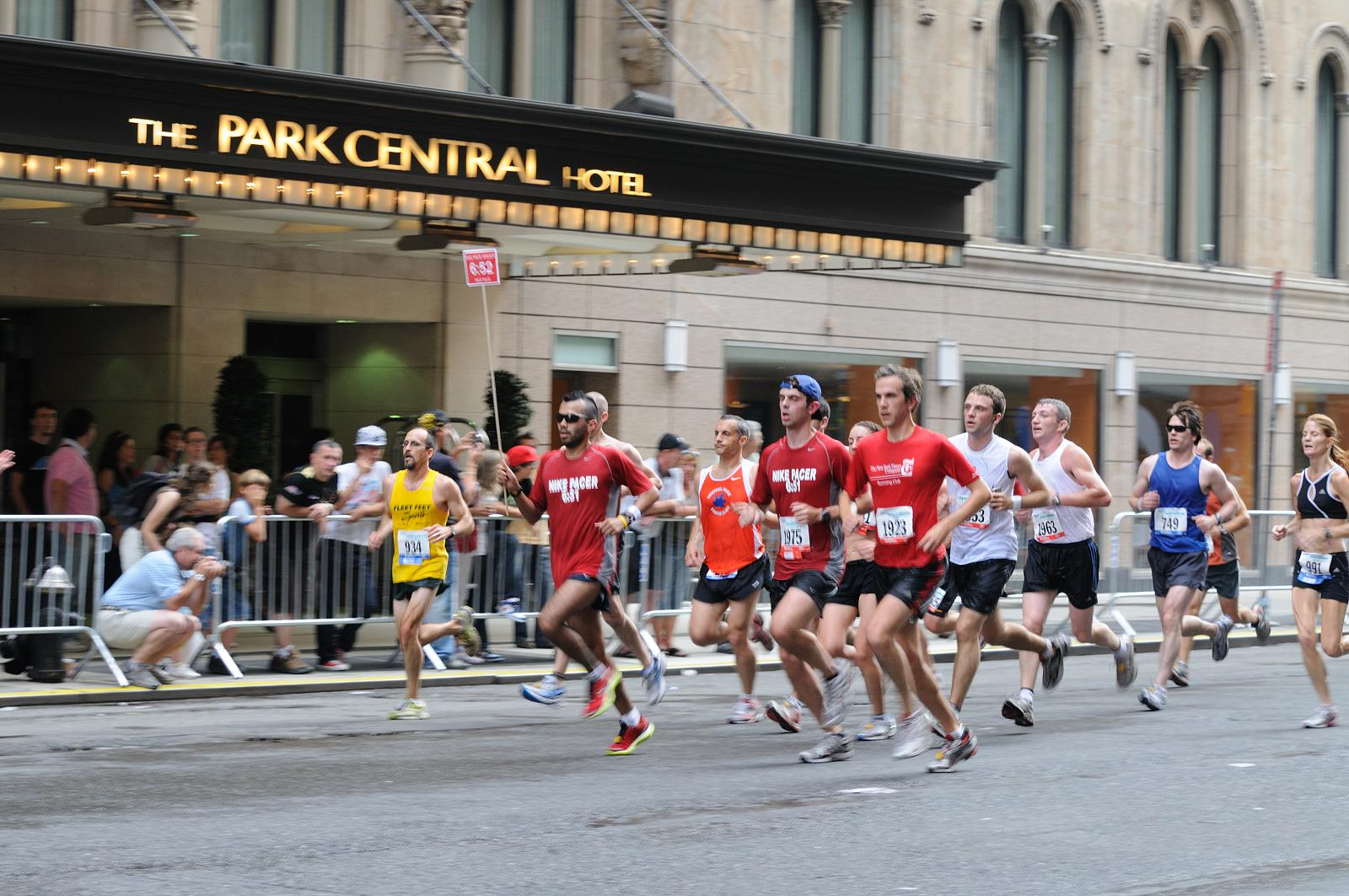
Läufer beim NYC-Halbmarathon 2008 vor dem Park Central Hotel in der Seventh Avenue

Der New-York-City-Halbmarathon (englisch NYC Half) ist ein Halbmarathon, der seit 2006 in New York City stattfindet. Er wird wie der New-York-City-Marathon von den New York Road Runners (NYRR) organisiert.
Seit 2010 findet er regelmäßig im März statt. Die Läufe in den Jahren 2020 und 2021 mussten wegen der COVID-19-Pandemie abgesagt werden. Angemeldete Läufer konnten einen Startplatz für 2022 erhalten, die Startgebühr erstattet bekommen oder diese an Förderprogramme des Veranstalters NYRR spenden. 2025 liefen die Kenianer Abel Kipchumba und Sharon Lokedi mit 59:09 Minuten und 67:04 Minuten neue Streckenrekorde. Kipchumba knackte dabei den 18 Jahre bestehenden Streckenrekord von Haile Gebrselassie.

## Strecke

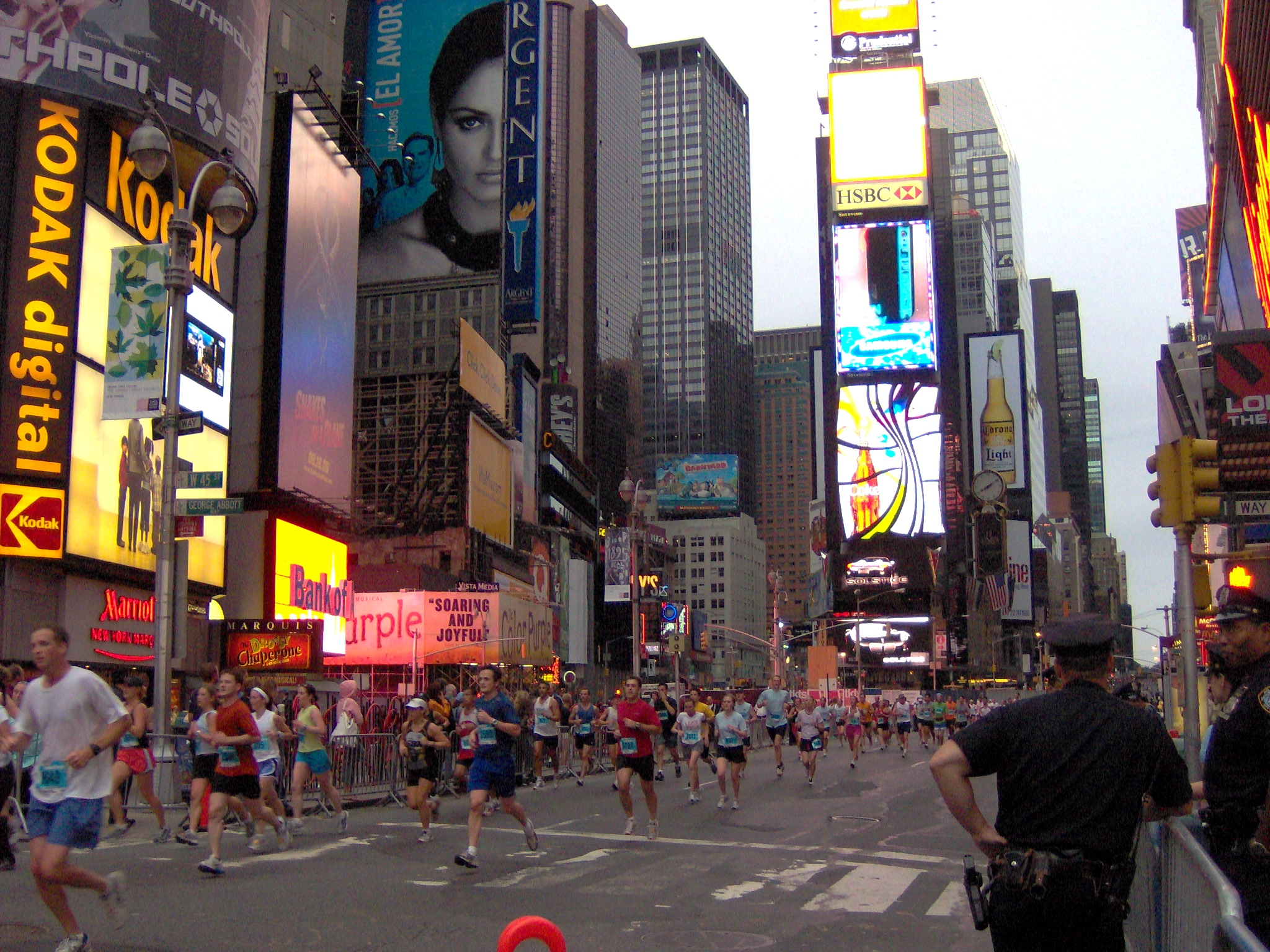
Läufer bei der Premiere 2006 auf dem Times Square

Im Gegensatz zum Marathon, anlässlich dessen alle fünf Stadtbezirke durchlaufen werden, findet der Halbmarathon nur im Stadtteil Manhattan statt.
Der Kurs führt durch den Central Park, dann über die Seventh Avenue zum Times Square und schließlich über die 42nd Street und den West Side Highway zum Ziel am Battery Park.

## Statistik

### Streckenrekorde
- Männer: 59:24 min, Haile Gebrselassie  Äthiopien, 2007
- Frauen: 67:35 min, Senbere Teferi  Äthiopien, 2022

### Siegerliste
| Datum         | Männer                               | Nation                               | Zeit                                 | Frauen                               | Nation                               | Zeit                                 |
| ------------- | ------------------------------------ | ------------------------------------ | ------------------------------------ | ------------------------------------ | ------------------------------------ | ------------------------------------ |
| 17. März 2024 | Abel Kipchumba                       | Kenia                                | 1:00:25                              | Karoline Bjerkeli Grovdal            | Norwegen                             | 1:09:09                              |
| 19. März 2023 | Jacob Kiplimo                        | Uganda                               | 1:01:31                              | Hellen Obiri                         | Kenia                                | 1:07:21                              |
| 20. März 2022 | Rhonex Kipruto                       | Kenia                                | 1:00:30                              | Senbere Teferi                       | Äthiopien                            | 1:07:35                              |
| 2021          | Wegen der COVID-19-Pandemie abgesagt | Wegen der COVID-19-Pandemie abgesagt | Wegen der COVID-19-Pandemie abgesagt | Wegen der COVID-19-Pandemie abgesagt | Wegen der COVID-19-Pandemie abgesagt | Wegen der COVID-19-Pandemie abgesagt |
| 2020          | Wegen der COVID-19-Pandemie abgesagt | Wegen der COVID-19-Pandemie abgesagt | Wegen der COVID-19-Pandemie abgesagt | Wegen der COVID-19-Pandemie abgesagt | Wegen der COVID-19-Pandemie abgesagt | Wegen der COVID-19-Pandemie abgesagt |
| 17. März 2019 | Belay Tilahun                        | Äthiopien                            | 1:02:10                              | Joyciline Jepkosgei                  | Kenia                                | 1:10:07                              |
| 18. März 2018 | Ben True                             | Vereinigte Staaten                   | 1:02:39                              | Buze Diriba                          | Äthiopien                            | 1:12:23                              |
| 19. März 2017 | Feyisa Lilesa                        | Äthiopien                            | 1:00:04                              | Molly Huddle -3-                     | Vereinigte Staaten                   | 1:08:19                              |
| 20. März 2016 | Stephen Sambu                        | Kenia                                | 1:01:16                              | Molly Huddle -2-                     | Vereinigte Staaten                   | 1:07:41                              |
| 15. März 2015 | Leonard Korir                        | Vereinigte Staaten                   | 1:01:06                              | Molly Huddle                         | Vereinigte Staaten                   | 1:08:31                              |
| 16. März 2014 | Geoffrey Mutai                       | Kenia                                | 1:00:50                              | Sally Kipyego                        | Kenia                                | 1:08:31                              |
| 17. März 2013 | Wilson Kipsang                       | Kenia                                | 1:01:02                              | Caroline Rotich -2-                  | Kenia                                | 1:09:09                              |
| 18. März 2012 | Peter Cheruiyot Kirui                | Kenia                                | 0 59:39                              | Firehiwot Dado                       | Äthiopien                            | 1:08:35                              |
| 20. März 2011 | Mo Farah                             | Vereinigtes Königreich               | 1:00:23                              | Caroline Rotich                      | Kenia                                | 1:08:52                              |
| 21. März 2010 | Peter Kamais Lotagor                 | Kenia                                | 0 59:53                              | Mara Yamauchi                        | Vereinigtes Königreich               | 1:09:25                              |
| 16. Aug. 2009 | Tadese Tola -2-                      | Äthiopien                            | 1:01:06                              | Paula Radcliffe                      | Vereinigtes Königreich               | 1:09:45                              |
| 27. Juli 2008 | Tadese Tola                          | Äthiopien                            | 1:00:58                              | Catherine Ndereba -2-                | Kenia                                | 1:10:19                              |
| 5. Aug. 2007  | Haile Gebrselassie                   | Äthiopien                            | 0 59:24                              | Hilda Kibet                          | Kenia                                | 1:10:32                              |
| 27. Aug. 2006 | Tom Nyariki                          | Kenia                                | 1:01:22                              | Catherine Ndereba                    | Kenia                                | 1:09:43                              |

### Entwicklung der Finisherzahlen
| Jahr | Gesamt | davon Frauen | davon nichtbinär |
| ---- | ------ | ------------ | ---------------- |
| 2024 | 27.815 | 14.133       | 70               |
| 2023 | 24.475 | 12.694       | 50               |
| 2022 | 22.356 | 11.458       | 21               |
| 2019 | 24.659 | 12.354       | ---              |
| 2018 | 21.958 | 11.074       | ---              |
| 2017 | 19.387 | 09.877       | ---              |
| 2016 | 20.176 | 10.571       | ---              |
| 2015 | 19.453 | 10.149       | ---              |
| 2014 | 20.828 | 11.028       | ---              |
| 2013 | 14.529 | 06.918       | ---              |
| 2012 | 15.344 | 07.883       | ---              |
| 2011 | 10.205 | 05.442       | ---              |
| 2010 | 11.604 | 06.118       | ---              |
| 2009 | 10.196 | 05.145       | ---              |
| 2008 | 10.506 | 05.101       | ---              |
| 2007 | 09.927 | 04.763       | ---              |
| 2006 | 10.294 | 04.964       | ---              |

## Weitere Halbmarathons in New York City
Die NYRR veranstalten weitere Halbmarathons im Laufe des Jahres:
- Der Manhattan-Halbmarathon im Januar, seit einigen Jahren unter dem Namen Fred Lebow Manhattan Half, findet im nördlichen Teil des Central Park statt. Er besteht aus drei Runden, wobei die ersten zwei 7,8 km haben und die dritte auf 5,3 km verkürzt ist. Er hatte im Jahr 2018 insgesamt 5198 Finisher.
- Weiterhin gibt es seit 2004 einen reinen Frauenhalbmarathon im April, der üblicherweise einen Sponsornamen im Titel trägt (derzeit SHAPE). Er hatte im Jahr 2018 insgesamt 6120 Finisher, im Jahr 2013 insgesamt 7550 Finisher. Er findet ebenso im Central Park statt, aber verwendet die ganze Länge des Parks auf zwei gleich langen Runden.
- Der Brooklyn-Halbmarathon im Mai durchläuft den Prospect Park und endet in Coney Island. Er hatte 2013 insgesamt 21.378 Finisher, im Jahr 2018 insgesamt 25.346 Finisher. 2017 wurde er von Airbnb gesponsert, 2018 von der Marke Popular. Er trägt jeweils den Namen des Hauptsponsoren.
- Der Staten-Island-Halbmarathon im Oktober startet und endet nahe der Staten Island Ferry. Er hatte im Jahr 2018 insgesamt 11.475 Finisher.